# Augusto Pollastri
Augusto Pollastri (Bologna, 11 maggio 1877 – Bologna, 9 novembre 1927) è stato un liutaio italiano, sviluppò un modello proprio di strumento ad arco che divenne celebre in tutto il mondo, continuato poi dal fratello Gaetano..

## Biografia
Nacque l’11 maggio 1877 a Bologna in una modestissima famiglia; figlio primogenito di Cesare, bracciante agricolo originario di Colunga di San Lazzaro di Savena e di Clelia Grandi, tessitrice. Dopo di lui la coppia ebbe altri nove figli ma di questi solo due, Gaetano e Linda raggiunsero l’età adulta.
Augusto era appena un ragazzo quando fu messo a lavorare come garzone presso il liutaio Raffaele Fiorini nella ben avviata bottega che questi teneva in Palazzo Pepoli; col modesto compenso che percepiva il ragazzo avrebbe potuto contribuire al magro bilancio della sua famiglia. Fiorini si affezionò al ragazzo, che rimase orfano di padre nel 1894, tanto più che lo vide appassionarsi a quell’attività. Quindi giorno per giorno lo introdusse ai segreti della liuteria, offrendogli ben più che il salario ma, in pratica, «...il compendio della propria vita artistica...».
 Quando, nel 1897, il Fiorini si ritirò, l’appena ventenne Pollastri cominciò a costruire violini, dimostrando di possedere notevole talento in quell'arte così raffinata; certo in suo favore giocò la forte personalità che possedeva e la ferma convinzione di riuscire. Dopo la morte del maestro, che avvenne appena l'anno seguente, Augusto decise di aprire una sua propria bottega nell'adiacente via Castiglione al numero 91, nella quale alternava l’attività di restauro e riparazione alla costruzione di strumenti ad arco da concerto. Non tardò a rendersi celebre per la sua valentia, tanto che perfino il Liceo musicale di Bologna, seguendo il consiglio del suo direttore, Marco Enrico Bossi, gli ordinò un intero quartetto d'archi, o forse un quintetto, con un violino in più; strumenti che, secondo quanto scrisse un cronista sul quotidiano “Il Resto del Carlino” del 6 luglio 1911, furono consegnati tra il 1910 e il 1911.
 
Il fratello Gaetano, violinista, che già da tempo gli forniva quel sostegno di competenze musicali che a lui mancavano, cominciò dal 1913 circa a frequentare la sua bottega per dargli un aiuto concreto e da quel momento non si limitò più alla sola prova acustica degli strumenti.
 Augusto Pollastri ebbe anche alcuni allievi tra cui, oltre al fratello Gaetano, il montenegrino Marco Dobretsovich, che poi si stabilì in Egitto, e Giuseppe Lepri di Santarcangelo di Romagna.
Morì nella sua casa di via Castiglione il 9 novembre 1927 a causa di breve e incurabile malattia. È sepolto alla Certosa di Bologna. La sua precoce scomparsa costrinse il fratello Gaetano a occuparsi sempre più di liuteria e ad abbandonare gradualmente la sua professione di violinista.
Nel Museo del violino di Cremona sono esposti i seguenti strumenti fabbricati da Augusto Pollastri: un violoncello del 1908, un violino del 1927 e un altro violino senza data.

### Riconoscimenti
«Nell’ultimo anno della sua breve carriera Pollastri ricevette prestigiose onorificenze: un diploma di Croce al Merito, la medaglia della Città di Fiume, il titolo di Cavaliere da Vittorio Emanuele III, un riconoscimento alle Esposizioni riunite al Littoriale di Bologna, la Medaglia d’oro all’Esposizione internazionale della Musica di Ginevra, riconoscimento per l’ultimo violino realizzato.» (Roberto Regazzi)

### Annotazioni
1. ↑  Purtroppo gli strumenti di questo "unicum" sono andati quasi totalmente dispersi: nella collezione del conservatorio di Bologna è rimasto solo il violoncello.

### Fonti
1. ↑   Roberto Regazzi, Giuseppe Fiorini, su Museo del violino, Cremona. URL consultato il 3 aprile 2024.
2. 1 2 3 4 5 6 7   Roberto Regazzi, Augusto Pollastri, in Dizionario biografico degli italiani, vol. 84, Roma, Istituto dell'Enciclopedia Italiana, 2015. URL consultato il 2 aprile 2024.
3. ↑   Luigi Verdi e Roberto Martorelli (a cura di), Certosa di Bologna. Arte e storia 2. Una passeggiata tra le memorie della città della musica (PDF), su Storia e Memoria di Bologna, Comune di Bologna, gennaio 2004 (archiviato il 4 maggio 2024).
4. ↑   Roberto Regazzi, Strumenti di Augusto Pollastri esposti nel Museo, su Museo del violino, Cremona. URL consultato il 3 aprile 2024.